# Luigi d'Assia-Darmstadt
Luigi, principe d'Assia e del Reno (Ludwig Hermann Alexander Chlodwig; Darmstadt, 20 novembre 1908 – Francoforte sul Meno, 20 maggio 1968), era il figlio minore di Ernesto Luigi, Granduca d'Assia e della sua seconda moglie Eleonora di Solms-Hohensolms-Lich.

## Biografia
Succedette a suo fratello Giorgio Donato, come granduca titolare d'Assia, dopo la sua morte. Sposò nel 1937 Margaret Campbell-Geddes (1913–1997), figlia di Auckland Campbell-Geddes, I Barone Geddes, il giorno successivo all'incidente aereo nel quale persero la vita suo fratello e molti suoi congiunti. Non ebbero figli. Dopo la morte di suo fratello adottò sua nipote, la principessa Giovanna (nata nel 1936), ma la bambina morì nel 1939.
Nel 1960 il principe Luigi adottò il lontano cugino Maurizio, langravio d'Assia. Alla sua morte, avvenuta a Francoforte sul Meno, gli succedette come capo del casato il padre di Maurizio, il langravio Filippo.

## Ascendenza
|                                                     |                                              |                                                   | Genitori                                                   |  |  | Nonni |  |  | Bisnonni                          |  |  | Trisnonni                  |  |
|                                                     |                                              |                                                   |                                                            |  |  |       |  |  | principe Carlo d'Assia e del Reno |  |  | Luigi II, granduca d'Assia |  |
|                                                     |                                              |                                                   |                                                            |  |  |       |  |  | principe Carlo d'Assia e del Reno |  |  | Luigi II, granduca d'Assia |  |
|                                                     |                                              | principessa Guglielmina di Baden                  |                                                            |  |  |       |  |  | principe Carlo d'Assia e del Reno |  |  |                            |  |
| Luigi IV, granduca d'Assia                          |                                              |                                                   |                                                            |  |  |       |  |  | principe Carlo d'Assia e del Reno |  |  |                            |  |
|                                                     |                                              | principessa Elisabetta di Prussia                 | principe Guglielmo di Prussia                              |  |  |       |  |  |                                   |  |  |                            |  |
|                                                     |                                              | principessa Elisabetta di Prussia                 | principe Guglielmo di Prussia                              |  |  |       |  |  |                                   |  |  |                            |  |
|                                                     |                                              | principessa Elisabetta di Prussia                 | principessa Maria Anna d'Assia-Homburg                     |  |  |       |  |  |                                   |  |  |                            |  |
| Ernesto Luigi, granduca d'Assia                     |                                              | principessa Elisabetta di Prussia                 |                                                            |  |  |       |  |  |                                   |  |  |                            |  |
|                                                     |                                              | principe Alberto di Sassonia-Coburgo-Gotha        | Ernesto I, duca di Sassonia-Coburgo e Gotha                |  |  |       |  |  |                                   |  |  |                            |  |
|                                                     |                                              | principe Alberto di Sassonia-Coburgo-Gotha        | Ernesto I, duca di Sassonia-Coburgo e Gotha                |  |  |       |  |  |                                   |  |  |                            |  |
|                                                     |                                              | principe Alberto di Sassonia-Coburgo-Gotha        | principessa Luisa di Sassonia-Gotha-Altenburg              |  |  |       |  |  |                                   |  |  |                            |  |
| principessa Alice del Regno Unito                   |                                              | principe Alberto di Sassonia-Coburgo-Gotha        |                                                            |  |  |       |  |  |                                   |  |  |                            |  |
|                                                     |                                              | Vittoria del Regno Unito                          | principe Edoardo, duca di Kent e Strathearn                |  |  |       |  |  |                                   |  |  |                            |  |
|                                                     |                                              | Vittoria del Regno Unito                          | principe Edoardo, duca di Kent e Strathearn                |  |  |       |  |  |                                   |  |  |                            |  |
|                                                     |                                              | Vittoria del Regno Unito                          | principessa Vittoria di Sassonia-Coburgo-Saalfeld          |  |  |       |  |  |                                   |  |  |                            |  |
| Luigi, principe d'Assia e del Reno                  |                                              | Vittoria del Regno Unito                          |                                                            |  |  |       |  |  |                                   |  |  |                            |  |
|                                                     | principe Ferdinando di Solms-Hohensolms-Lich | Carlo, II principe di Solms-Hohensolms-Lich       |                                                            |  |  |       |  |  |                                   |  |  |                            |  |
|                                                     | principe Ferdinando di Solms-Hohensolms-Lich | Carlo, II principe di Solms-Hohensolms-Lich       |                                                            |  |  |       |  |  |                                   |  |  |                            |  |
|                                                     | principe Ferdinando di Solms-Hohensolms-Lich | contessa Enrichetta Sofia di Bentheim e Steinfurt |                                                            |  |  |       |  |  |                                   |  |  |                            |  |
| Ermanno Adolfo, V principe di Solms-Hohensolms-Lich | principe Ferdinando di Solms-Hohensolms-Lich |                                                   |                                                            |  |  |       |  |  |                                   |  |  |                            |  |
|                                                     |                                              | contessa Carolina di Collalto e San Salvatore     | Antonio Ottaviano, II principe di Collalto e San Salvatore |  |  |       |  |  |                                   |  |  |                            |  |
|                                                     |                                              | contessa Carolina di Collalto e San Salvatore     | Antonio Ottaviano, II principe di Collalto e San Salvatore |  |  |       |  |  |                                   |  |  |                            |  |
|                                                     |                                              | contessa Carolina di Collalto e San Salvatore     | contessa Carolina Apponyi de Nagy-Appony                   |  |  |       |  |  |                                   |  |  |                            |  |
| principessa Eleonora di Solms-Hohensolms-Lich       |                                              | contessa Carolina di Collalto e San Salvatore     |                                                            |  |  |       |  |  |                                   |  |  |                            |  |
|                                                     |                                              | Guglielmo, conte di Stolberg-Wernigerode          | Constatino, conte di Stolberg-Wernigerode                  |  |  |       |  |  |                                   |  |  |                            |  |
|                                                     |                                              | Guglielmo, conte di Stolberg-Wernigerode          | Constatino, conte di Stolberg-Wernigerode                  |  |  |       |  |  |                                   |  |  |                            |  |
|                                                     |                                              | Guglielmo, conte di Stolberg-Wernigerode          | baronessa Ernestina von der Recke                          |  |  |       |  |  |                                   |  |  |                            |  |
| contessa Agnese di Stolberg-Wernigerode             |                                              | Guglielmo, conte di Stolberg-Wernigerode          |                                                            |  |  |       |  |  |                                   |  |  |                            |  |
|                                                     |                                              | contessa Elisabetta di Stolberg-Rossla            | Augusto, conte di Stolberg-Rossla                          |  |  |       |  |  |                                   |  |  |                            |  |
|                                                     |                                              | contessa Elisabetta di Stolberg-Rossla            | Augusto, conte di Stolberg-Rossla                          |  |  |       |  |  |                                   |  |  |                            |  |
|                                                     |                                              | contessa Elisabetta di Stolberg-Rossla            | contessa Carolina di Erbach-Schönberg                      |  |  |       |  |  |                                   |  |  |                            |  |
|                                                     |                                              | contessa Elisabetta di Stolberg-Rossla            |                                                            |  |  |       |  |  |                                   |  |  |                            |  |